# W42H
W42H（だぶりゅーよんにーえいち）は、日立製作所（カシオ日立モバイルコミュニケーションズ）が開発し、KDDIおよび沖縄セルラー電話の各auブランドで販売されたCDMA 1X WINの携帯電話である.

## 概要
3種類のカスタムバングルが付属し、本体上部のバングルを取り替えることで外観を変えることが出来る。また、Wシーン機能でアドレス帳や配色などを一度に切り替えることが出来る。これにより、ビジネスやプライベートなどを使い分けるといった、新しい使い方を実現している。Wシーン機能は後の日立製端末にも採用された。バングルとWシーン機能から、「キリカエケータイ」の商品名で発売された。
なお、「EZ着うたフル」や「SD-Audio」などに対応するにもかかわらず内蔵スピーカーはモノラルである。
カシオのW42CAはW42Hの兄弟機である。
夏モデルの中では唯一EZ Felicaに対応している。

## 沿革
- 2006年5月22日 - KDDI、および日立製作所より公式発表。
- 2006年6月30日 - 順次発売開始。
- 2012年7月22日 - L800MHz帯（旧800MHz帯・CDMA Band-Class 3）によるサービス停波（予定）。以降は2GHz帯（CDMA Band-Class 6）のみのサポートとなり音声通話以外のサービスは利用不可となる（予定）。

## 不具合
- 2006年8月7日発表の不具合（W42H、W42CA）
  - 6月から7月にかけて販売されたW42HとW42CAの2機種（販売数計約9万6300台）で、「%n」「%S」その他数字などの特定の文字列を含むメールを送受信した場合に、電源がオフになる。
- 2007年3月29日発表の不具合（W42CA、W42H、W43CA、W43H）
  - 端末の電源ON時に、au ICカードの読み込み中に再起動を繰り返す場合がある。（ただし、今後供給される予定の新仕様のカードのみで、現状では発生しない。）

上記不具合は「ケータイアップデート」で修正が可能。また、購入時期によっては既に修正されている。

## 対応サービス
- au LISTEN MOBILE SERVICE
- PCサイトビューアー
- PCドキュメントビューアー
- 着うたフル
- EZ・FM
- EZ FeliCa
- EZナビウォーク
- EZ助手席ナビ
- EZチャンネル
- SD-Video
- SD-Audio(AAC)
- 安心ナビ